# Heinrich Otto Guenther
Heinrich Otto Guenther (* 1857; † 28. August 1910 in Penkun, Provinz Pommern) war ein preußischer Verwaltungsjurist, zuletzt Regierungspräsident.

## Leben
Heinrich Otto Guenther studierte in Heidelberg Rechtswissenschaften und schloss sich dort 1876 dem Corps Saxo-Borussia an. Er wurde 1884 Gerichtsassessor und 1887 Regierungsassessor im Regierungsbezirk Potsdam. Im Oktober 1888 übernahm er kommissarisch, ab Juli 1889 offiziell das Landratsamt im Kreis Rummelsburg in der Provinz Pommern.
Ab 1891 arbeitete er als Regierungsrat und „Hilfsarbeiter“ in der Reichskanzlei. 1892 erfolgte seine Ernennung zum Geheimen Regierungsrat, 1893 zum Vortragenden Rat und 1896 zum Geheimen Oberregierungsrat.
Von 1899 bis 1910 war er Regierungspräsident des Regierungsbezirks Stettin. 1907 wurde ihm der Titel Wirklicher Geheimer Oberregierungsrat verliehen.